# Bogolese
Bogolese è una frazione del comune di Sorbolo Mezzani, in provincia di Parma; costituisce un unico nucleo abitato insieme a Chiozzola, frazione di Parma.
Bogolese dista 4,05 km da Sorbolo, mentre Chiozzola dista 5,62 km da Parma.

## Geografia fisica
Il centro abitato che unisce Bogolese e Chiozzola sorge in posizione pianeggiante alla quota di circa 34-37 m s.l.m., lungo la strada provinciale 62 R della Cisa, che separa i due territori comunali; è attraversato da sud a nord dal canale Naviglia.

## Storia
I due distinti borghi sorsero in età medievale. La più antica testimonianza dell'esistenza di Chiozzola risale all'11 aprile 913, quando Cluzola fu nominata nel testamento del vescovo di Parma Elbungo; il centro abitato di Clozola fu poi menzionato il 5 ottobre 1137 in una controversia legale.
All'epoca il territorio in cui sorgevano i due villaggi era in gran parte suddiviso tra i tre monasteri benedettini cittadini di San Giovanni Evangelista, Sant'Alessandro e Sant'Uldarico.
Nei due centri abitati furono edificati due diversi luoghi di culto: la cappella di Bogolese, intitolata a san Giacomo e citata per la prima volta nel 1299, e quella di Chiozzola, dedicata a san Macario e nominata a partire dal 1436. Agli inizi del XIX secolo quest'ultima fu soppressa e i due borghi furono uniti in un'unica parrocchia.
Nel 1806, in seguito alla creazione dei primi mairies nel ducato di Parma e Piacenza, Bogolese divenne frazione di Sorbolo, mentre Chiozzola fu aggregata al Comune di San Donato; quest'ultimo nel 1870 fu sciolto e aggregato a Marore nel nuovo comune di San Lazzaro Parmense, a sua volta cessato nel 1943 e inglobato in quello di Parma.
Nel frattempo, nel 1863 Bogolese divenne noto in quanto il 18 febbraio in un mulino della località si svolse l'ultimo e più cruento assalto da parte di un'organizzazione criminale che già da alcuni anni imperversava nel Parmense; le forze dell'ordine, avvisate anticipatamente grazie alle rivelazioni al mugnaio da parte di uno dei componenti del gruppo, intercettarono i rapinatori e intrapresero un sanguinoso scontro a fuoco, in cui due guardie perirono e varie persone, tra cui alcuni delinquenti, rimasero ferite, consentendo successivamente la cattura di 63 uomini dell'organizzazione, da allora conosciuta come banda di Bogolese.
Il 1º gennaio 2019 il comune di Sorbolo si fuse con quello di Mezzani, costituendo il nuovo comune di Sorbolo Mezzani.

## Monumenti e luoghi d'interesse

### Chiesa di San Giacomo

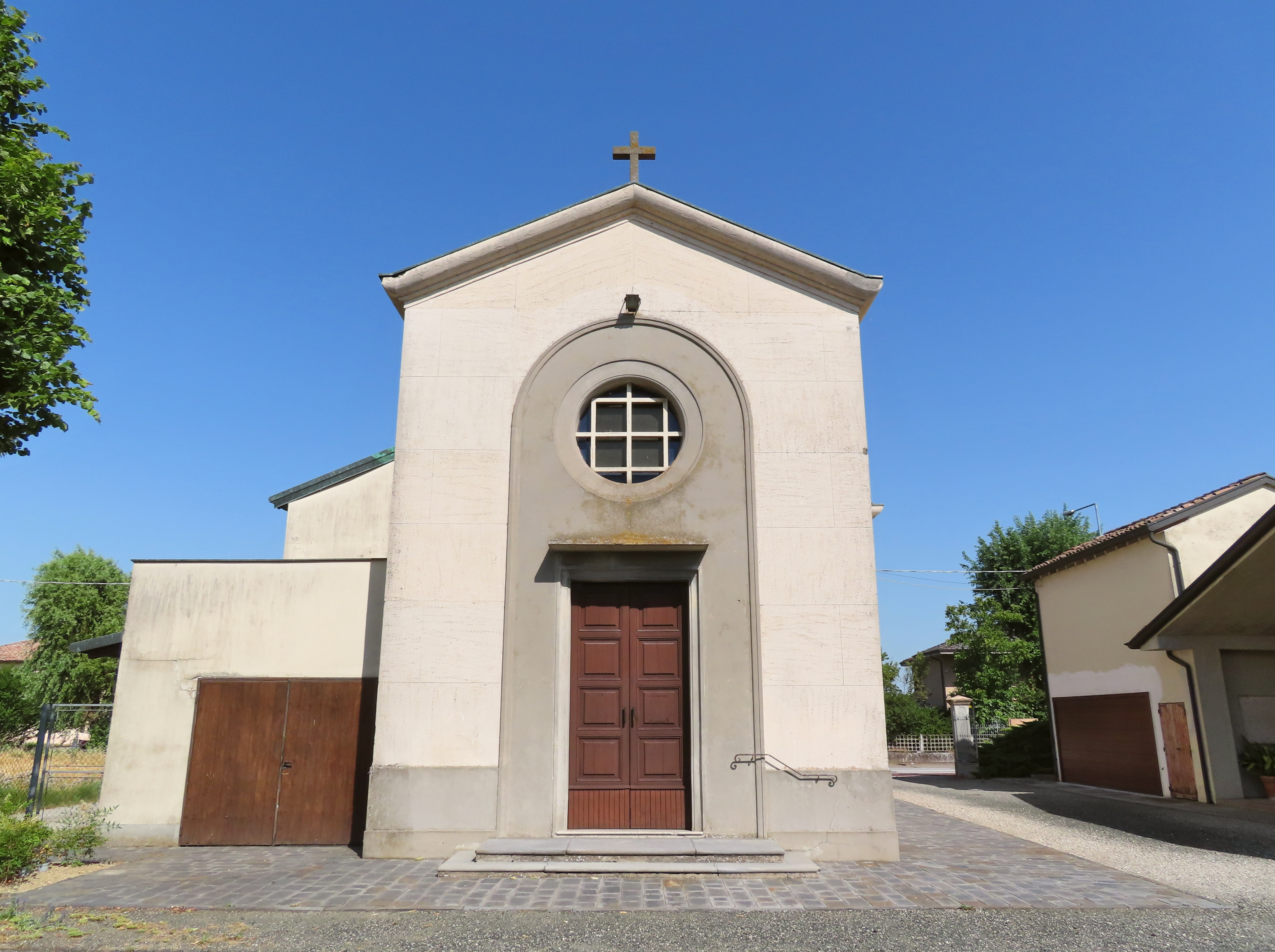
Chiesa di San Giacomo

Menzionata per la prima volta nel 1299 tra le dipendenze del monastero di Sant'Uldarico, la cappella di Bogolese fu assegnata tra il 1493 all'abbazia di San Giovanni Evangelista, per tornare nel 1564 alle benedettine di Sant'Uldarico; elevata nel 1577 a sede parrocchiale, fu spogliata di ogni bene nel 1810, in seguito alla soppressione napoleonica dell'ordine religioso e alla confisca delle proprietà del monastero; eretta nel 1844 a sede di rettoria, fu profondamente ristrutturata e decorata nel 1938. L'edificio, sviluppato su una pianta a navata unica affiancata da una cappella per lato, presenta una facciata a capanna parzialmente rivestita in finto travertino; all'interno il soffitto e le pareti sono ornati con dipinti.

### Chiesa di San Macario
Menzionata per la prima volta nel 1436 tra le dipendenze della vicina pieve di San Vitale dei Monaci di Pedrignano, la cappella di Chiozzola, affiancata da un ospedale per pellegrini, cadde negli anni successivi in rovina; ricostruita nel 1469 su finanziamento di Antonio Bravi, che ne ottenne il diritto di patronato trasmettendolo ai propri discendenti, fu sconsacrata nel XIX secolo non lasciando tracce.

### Villa Bossi Bocchi
Appartenuta originariamente ai conti Benassi, la villa passò dopo il 1821 alla contessa Bianchi Costa, per essere ereditata nel 1868 dalla contessa Giuseppina Scotti; acquisita nel 1893 da Adele Ricci, alcuni anni dopo pervenne al figlio Quinzio Ugolotti, che la fece ampliare e decorare in stile liberty, e successivamente al nipote Lamberto; acquistata intorno al 1910 dal marchese Alfredo Lalatta, fu rivenduta alcuni anni dopo al nobile Virginio Bossi; ereditata dalla figlia Claudia Bossi in Bocchi, durante la seconda guerra mondiale fu utilizzata come sede di alcune riunioni tra il duce Benito Mussolini, il generale Rodolfo Graziani, il generale Albert Kesselring e il prefetto di Parma Antonino Cocchi. L'edificio, sviluppato su una pianta rettangolare, si eleva su tre livelli principali fuori terra, sopra a un'alta base a scarpa; la simmetrica facciata è caratterizzata dalla presenza al centro di un grande bow window; intorno si estende l'ampio parco, preceduto nel mezzo da un lungo viale rettilineo e arricchito da numerose piante secolari; il giardino è costeggiato a est da un canale, che alimenta un mulino e un laghetto.

## Infrastrutture e trasporti

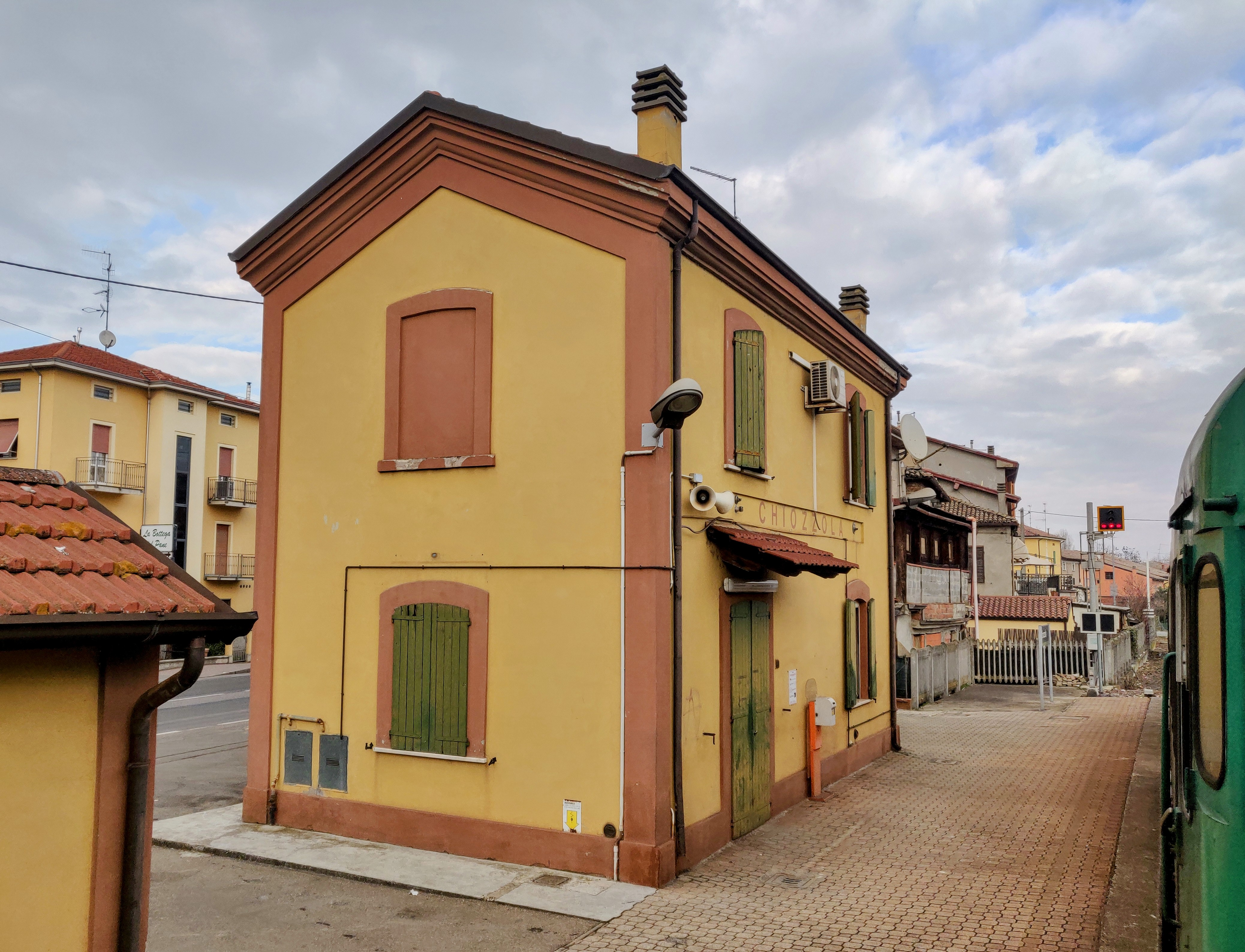
Stazione di Chiozzola

Il centro abitato è servito dalla stazione di Chiozzola, situata lungo la ferrovia Parma-Suzzara e affacciata sulla strada provinciale 62 R della Cisa.